# Produit dérivé financier
Pour les articles homonymes, voir Produit dérivé.
Un produit dérivé ou contrat dérivé ou encore derivative product est un instrument financier :
- dont la valeur fluctue en fonction de l'évolution du taux ou du prix d'un autre produit appelé sous-jacent ;
- qui requiert peu ou pas de placement initial ;
- dont le règlement s'effectue à une date future.

Ce produit consiste en un contrat entre deux parties, un acheteur et un vendeur, qui fixe des flux financiers futurs fondés sur ceux d'un actif sous-jacent, réel ou théorique, généralement financier.
Le marché des produits dérivés a explosé entre les années 1990 et 2010. En 2006, les contrats en cours représentaient 370 000 milliards de dollars alors que ce marché était presque inexistant en 1990. Fin juin 2011, la valeur notionnelle des contrats dérivés de gré à gré (over the counter, OTC) en cours était de 708 000 milliards de dollars.
Par leur importance, ces transactions ont joué un rôle important dans la crise financière de 2007 à 2011. La Banque des règlements internationaux (BRI) estime que, fin 2012, la valeur nominale totale de l’OTC des produits dérivés atteignait 632 579 milliards de dollars, contre 639 000 milliards à mi-2012 — soit une baisse, en 6 mois, de seulement 0,9%.

## Principe
À l'origine, les produits dérivés ont été créés pour permettre aux entreprises de se couvrir contre différents types de risques financiers.
Le premier a été le risque de cours des matières premières. Par exemple, un fabricant de confiture s'engage sur un prix constant sur l'année, il ne peut donc pas répercuter les fluctuations du prix du sucre sur celui des pots de confiture. Quand il détermine le prix de vente de ses pots, il doit donc faire l'hypothèse d'un prix moyen du sucre pour la suite de l'année.
S'il achète son sucre au prix du marché pendant le reste de l'année, il peut alors rencontrer deux situations :
- si le prix réel est en dessous de ses prévisions, il augmente ses marges. Il fait une rentrée d'argent inattendue ;
- mais si le prix réel augmente cela entraîne des problèmes qui risquent d'affecter le processus industriel. Dans le pire des cas, on peut imaginer qu'il n'ait plus assez d'argent pour acheter le sucre au prix du marché et qu'il soit obligé de stopper sa production.

Les risques spéculatifs sont donc très asymétriques pour notre fabricant de confiture :
- en positif : une entrée d'argent non prévue qui viendra donc dormir dans la trésorerie de l'entreprise.
- en négatif : un blocage potentiel de la production.

Il serait donc préférable pour le fabricant de laisser ce risque spéculatif à d'autres. C'est ce qu'il peut faire en achetant par exemple, au 1er janvier, des options d'achat de sucre (dans cet exemple) pour chacun des mois de l'année, l'assurant ainsi de compenser ses pertes si le prix du sucre augmentait au-dessus des prévisions.
Une autre utilisation courante est le risque de change, par exemple pour une fonderie, qui achète la tonne de fonte en dollars et vend des pièces mécaniques en euros.
D'autres exemples sont :
- Risque de taux ;
- Risque de crédit/contrepartie.

### Objectifs
L'objectif poursuivi par les produits dérivés est, dans tous les cas, de permettre aux parties contractantes de réaliser une transaction
- qu'il serait plus difficile ou coûteux de réaliser sur l'actif sous-jacent lui-même, pour des raisons qui peuvent être d'origine
  - réglementaire,
  - comptable,
  - fiscale,
  - ou financière ;
- voire qu'il serait impossible de réaliser parce que l'actif en question n'existe encore que théoriquement, son existence pouvant dépendre par exemple de la réalisation éventuelle d'un événement.

### Vocabulaire et techniques
L'actif sous-jacent, ce sur quoi porte l'option, peut être par exemple :
- une action cotée en bourse ;
- une obligation ;
- un indice boursier, comme le CAC 40 ou encore l'indice des prix à la consommation ;
- une unité négociable d'une matière première (blé, pétrole, cuivre, sucre…) appelée également commodity ;
- un taux de change ;
- les flux d'intérêt que générerait un prêt d'une date de départ, d'une durée et d'un taux donnés ;
- des flux financiers liés à la réalisation d'un événement prévu dans le contrat, comme le défaut de paiement d'une entreprise, un événement climatique, une catastrophe naturelle, etc.

De nouveaux produits tant dérivés que sous-jacents naissent régulièrement, certains pour disparaître rapidement faute d'intérêt suffisant, mais nombre d'entre eux s'installent durablement.
Il convient néanmoins de distinguer deux types de produits dérivés bien distincts : les produits fermes et les produits optionnels.
Les principaux dérivés financiers fermes sont :
- les forwards de gré à gré (OTC) ;
- les contrats à terme ou futures sur les marchés organisés ;
- les swaps.

Parmi les produits optionnels, on trouve :
- les options ;
- les warrants ;
- ainsi que de nombreux produits hybrides comportant une composante optionnelle, tels que les turbos.

## Transactions fermes

### Transactions à terme de gré à gré (forwards)
Historiquement, les premiers produits dérivés ont été des transactions à terme de gré à gré (appelées en anglais : OTC — over-the-counter) sur des marchandises, c'est-à-dire l'engagement ferme de réaliser dans l'avenir une transaction, achat ou vente,
- à une date donnée ;
- à un prix donné ;
- et pour une quantité donnée,

tous les trois fixés au départ, sur l'actif sous-jacent, généralement une matière première standardisée comme le blé en Europe ou le riz en Asie. L'huile d'olive semble avoir été, dans l'Antiquité, la première marchandise traitée à terme.
Ce décalage dans le temps permet deux choses impossibles à réaliser avec une simple transaction au comptant :
- la « vente à découvert » (au comptant, il faudrait réussir à emprunter préalablement le sous-jacent) ;
- l'« effet de levier » permettant des gains potentiellement importants par rapport au financement engagé, pour spéculer à la hausse (au comptant, il faudrait financer l'intégralité du sous-jacent et de ses coûts de stockage – ici il ne faut financer qu'une partie : le dépôt de garantie que peut exiger le vendeur pour couvrir des mouvements de prix contraires).

Sont donc attirés naturellement vers ce type de transactions :
- des professionnels désirant fixer un prix à l'avance pour une quantité d'actif sous-jacent qu'ils doivent recevoir ou livrer dans l'avenir ;
- des spéculateurs, qui sont statistiquement la contrepartie naturelle des premiers.

Les transactions réalisées restent exclusivement bilatérales. Ainsi, si vous avez acheté pour la même date de livraison une quantité à A que vous avez revendue à B quelques instants plus tard, vous devrez procéder à l'échéance à deux transactions : payer A et prendre livraison, puis livrer B et recevoir le paiement de B. Plus le marché est actif, plus nombreux sont les intervenants et plus nombreuses sont leurs transactions, plus le processus de règlement/livraison devient compliqué et fragile, le défaut d'un seul intervenant pouvant paralyser l'ensemble du processus.

### Marchés à terme organisés (futures)
Le développement des transactions de gré à gré a amené, dans le souci d'assurer la sécurité des règlements ou livraisons, la création des marchés à terme organisés. On y négocie des engagements de livraison standardisés à des échéances également standardisées. Le progrès décisif ici vient de ce que la « chambre de compensation » du marché à terme se substitue à tous les intervenants : en face de tous les vendeurs elle joue le rôle d'acheteur unique, et en face de tous les acheteurs elle joue le rôle de vendeur unique. Dès qu'une transaction bilatérale est enregistrée à la chambre de compensation, ceux qui l'ont effectuée ne connaissent plus chacun que la chambre de compensation elle-même comme contrepartie. Celle-ci leur demande individuellement, dans le but de protéger le marché, un « dépôt de garantie » correspondant à l'équivalent d'un ou deux jours de fluctuation maximale des prix puis, généralement une fois par jour ouvré, procède à un « appel de marge ». De même montant mais en sens inverse pour les deux intervenants, celui-ci correspondant à la dépréciation, pour l'un, et à l'appréciation, pour l'autre, sur la journée, des contrats qu'ils ont échangés. Le non-paiement dans les délais d'un appel de marge entraîne, habituellement, la liquidation automatique, le lendemain à l'ouverture, de la position de l'intervenant fautif.
Pour une échéance donnée, les contrats qui donneront in fine lieu à règlement et livraison sont généralement en très faible proportion du nombre total de transactions réalisées. La plupart de celles-ci sont en fait annulées avant l'échéance par une transaction inverse, par exemple un achat par une vente.

### Swaps
Le swap est un contrat d'échange de flux financiers entre deux intervenants.
Les deux contrats les plus courants sont :
- le swap de taux d'intérêt, qui échange les intérêts d'un prêt ou dépôt à taux fixe contre des intérêts à taux variable ;
- le swap de change, qui échange les intérêts et la valeur à l'échéance d'un prêt ou dépôt dans une devise contre sa valeur dans une autre devise.

À l'origine, il s'agissait de pouvoir modifier les caractéristiques d'actifs financiers, par exemple de taux fixe en taux variable, sans les sortir du bilan et sans encourir les conséquences fiscales ou comptables d'une telle sortie. On superposait ainsi un produit « hors bilan », le swap, à un actif existant.
Le premier swap, qui était un échange de taux d'intérêt, fut arrangé en 1981 par Salomon Brothers, entre IBM et la Banque mondiale. Puis au cours des années 1980, les banques d'investissement ont traité les swaps pour leur propre compte, entre elles et face à leur clientèle, et le marché des swaps de taux d'intérêt a crû de manière exponentielle, jusqu'à devenir le deuxième plus actif marché de taux du monde, juste derrière celui de la dette négociable des principaux États (États-Unis, Allemagne, Japon, France, Royaume-Uni, etc.). Il sert de référence aux marchés de la dette des entreprises, des collectivités locales et de la plupart des pays souverains.
La formidable dynamique des marchés de swaps réside dans ce qu'il n'y a pas d'échange de capital, seulement l'échange de flux d'intérêt. Dans le cas d'un swap de taux d'intérêt, il s'agit donc d'un prêt débarrassé de l'essentiel de son risque de crédit. Des appels de marges ou des dépôts de collatéral en garantie peuvent même le faire presque totalement disparaître, et le swap devient alors pur taux d'intérêt, réductible à ses coefficients d'actualisation (en anglais : discount factors) et donc « fongible ». Une banque peut alors gérer aisément et de façon centralisée des myriades de swaps et autres produits de taux taillés sur mesure pour les besoins particuliers de sa clientèle.

### Dérivés de crédit
Inspirés par les techniques des swaps, les dérivés de crédit ont fait leur apparition dans les années 1990. Il s'agit d'un marché en très forte croissance, dont l'encours a progressé de près de 55 % en 2004 selon l'ISDA.
L'instrument principal est le credit default swap dit CDS. Il s'agit d'un contrat entre un vendeur de protection et un acheteur de protection sur une entité (entreprise, collectivité locale, pays, etc.) de référence pour une durée fixée par lequel :
- l'acheteur s'engage à payer un montant périodique et régulier pendant la durée du swap ;
- en échange du paiement par le vendeur d'une certaine somme dans le cas où se produirait, pendant la durée du CDS, un certain type d'événement, prévu par le contrat, affectant le crédit de l'entité de référence (défaut de paiement d'intérêts, surtout).

Le but originel était généralement :
- pour les acheteurs, de répliquer, mais dans l'autre sens, le coût de détention d'une obligation de l'entité de référence en cas de faillite ou défaut de paiement de celle-ci ;
- pour les vendeurs, de recevoir les revenus d'un prêt à l'entité de référence sans avoir à engager les capitaux correspondant au montant du prêt.

On retrouve là la même dynamique que celle déjà vue sur les transactions à terme : des professionnels en couverture d'actifs d'un côté, et de l'autre des spéculateurs intéressés par le risque sans engager de capitaux. Les credit default swaps (CDS) ont notamment permis le transfert massif de risques de crédit détenus par des banques d'investissement vers d'autres institutions financières : banques commerciales, caisses de retraites et surtout compagnies d'assurance.
Il existe plusieurs indices synthétiques de CDS. Principalement l'iTraxx (en Euro) et le CDX (en USD). Chacun est composé d'un panier de CDS représentatif. Il existe donc l'iTraxx/CDX « Main » (composé de noms investment grade corporate) ; « HiVol » (high volatility : composé des noms avec les spreads les plus élevés parmi le « main ») ; « Xover » (CrossOver : composé de noms High yield).
Des dérivés plus élaborés sont basés sur ces CDS :
- les options sur spread (en) : l'option donne le droit – mais pas l'obligation – de vendre ou d'acheter de la protection sur une entité de référence. Ainsi, l'acheteur d'une option « Payer » achète le droit de pouvoir acheter le CDS (la protection) sur l'entité à une date déterminée, et le vendeur d'une option « Receiver » achète le droit de vendre le CDS sur l'entité.

Ces options permettent donc de jouer sur la volatilité des CDS, tout comme les options sur actions. Le pricing des options sur spread est basé sur la formule de Black and Scholes.
- les « tranches » : L'acheteur de protection sur la tranche [0-3 %] achète la protection contre les n premiers défauts sur un portefeuille, jusqu'à une perte sur le portefeuille de 3 %. L'acheteur de protection sur la tranche [12-22 %] est protégé pour des défauts allant jusqu'à 12 % du portefeuille mais exposé au-delà.

Les tranches permettent donc de se protéger ou de parier sur l'évolution de la corrélation entre les noms du portefeuille. Les tranches sur iTraxx se décomposent comme suit : 0-3 % ; 3-6 % ; 6-9 % ; 9-12 % ; 12-22 %.

## Options

### Description
Une option est un produit dérivé « asymétrique » qui donne le droit, et non l'obligation,
- soit d'acheter (option d'achat, appelée aussi « call »)
- soit de vendre (option de vente, appelée aussi « put »)
  - une quantité donnée d'un actif financier (action, obligation, indice boursier, devise, matière première, un autre produit dérivé, etc.), appelé « actif sous-jacent »
  - à un prix précisé à l'avance (« prix d'exercice »),
  - et à une échéance convenue,
    - c'est-à-dire à une date d'échéance donnée (« option européenne »)
    - ou avant une date donnée (« option américaine »)
    - ou encore à une série de dates données (« mid-Atlantic » ou « Bermuda »).

Ce droit lui-même s'achète ou se vend, cela sur un marché d'options (une bourse spécialisée, ou au gré à gré), contre un certain prix, appelé « prime » en français et « premium » en anglais.
Les options sur swaps sont appelées swaptions.
Les warrants sont des options particulières, d'achat (call warrant) ou de vente (put warrant), émises par des contreparties financières, le plus souvent des banques, ayant le statut juridique de valeur mobilière, généralement d'une durée initiale de plusieurs années, cotées sur une Bourse. D'autres caractéristiques les distinguent aussi des options : type d'échéance, sens (uniquement des achats)….
Un turbo est un type de certificat, apparu en 2001, coté en bourse. Il s'apparente au warrant dans son mode de négociation et de dénouement. Ce sont des produits structurés à fort effet de levier qui permettent de s'exposer à la hausse, comme à la baisse des marchés financiers. Ils se différencient d'autres certificats, et des warrants en particulier, par :
- leur faible exposition à la valeur temps ;
- leur faible exposition à la volatilité ;
- l'existence d'une barrière désactivante, qui, si elle est franchie, fait expirer le turbo : dans ce cas une valeur peut-être remboursée en fonction du type de turbo.

### Valorisation
Une option étant assimilable à une assurance (l'acheteur d'une option se garantit un prix de vente ou d'achat), on conçoit aisément que son prix dépende des risques assurés. Plus les risques sont importants ou susceptibles de varier, plus le prix de l'assurance donc de l'option (prime) est élevé.
Techniquement, la valorisation d'une option dépend ainsi principalement des éléments suivants :
- le sous-jacent, en particulier :
  - son prix,
  - la volatilité de ce prix ;
- la durée jusqu'à l'échéance ;
- les taux d'intérêt.

Elle tient en effet compte des taux d'intérêt pour évaluer à leur valeur actuelle tous les flux financiers futurs : en effet, 100 euros à régler dans un an représentent moins que 100 euros à régler immédiatement.
Deux méthodes de valorisation des options se distinguent de la multitude des méthodes envisageables. L'une basée sur la formule, désormais célèbre, de Black & Scholes, et l'autre, plus précise, la méthode de Cox & Rubinstein.

## Autres dérivés

### Contract for difference(CFD) (contrat sur la différence)
Le CFD est un contrat portant sur la différence de prix entre le cours d'entrée et le cours de sortie d'un actif financier sans pour autant acheter, emprunter, vendre ou prêter l'actif lui-même.

### Contrats à termes sur les Crypto-actifs
Une cryptomonnaie - dite aussi cryptoactif, cryptodevise, ou monnaie cryptographique - est une monnaie numérique utilisable sur un réseau informatique décentralisé, de pair à pair. Elle est fondée sur les principes de la cryptographie et intègre l'utilisateur dans les processus d'émission et de règlement des transactions.
Les contrats à terme Bitcoin suivent les mouvements de prix du plus grand actif numérique au monde, le Bitcoin. Ils permettent aux investisseurs de s'exposer au Bitcoin sans avoir à détenir la cryptomonnaie sous-jacente. Tout comme les contrats à terme traditionnels, les contrats à terme Bitcoin sont des contrats à valeur juridique où l'on sengage à acheter ou à vendre du Bitcoin à une date future.
Les contrats à terme Bitcoin offrent une protection contre la volatilité et les fluctuations négatives des prix. Il s'agit également d'un outil de substitution permettant aux traders de spéculer sur les prix futurs du Bitcoin. Avec un contrat à terme sur Bitcoin, vous pouvez prendre une position longue si vous vous attendez à ce que le prix du Bitcoin augmente. Inversement, vous prenez une position courte pour réduire l'impact des pertes lorsque le prix du Bitcoin baisse.

### Dérivés énergétiques et environnementaux
Il existe différents types de dérivés dans ce domaine :
- dérivés énergétiques ;
- dérivés électricité ;
- dérivés CO2 ;
- dérivés climatiques ;
- finance du carbone.

### Combinaisons de dérivés
Plusieurs contrats dérivés fermes et optionnels peuvent être combinés entre eux pour des stratégies complexes de couverture ou de spéculation. Exemples : straddle, strangle (en), butterfly.

### Dérivés incorporés
Cette notion a été introduite par les normes comptables américaines (US GAAP, le FAS 133 en l'occurrence) puis reprise par les normes IFRS, qui stipulent que dans le cadre d'opérations plus ou moins complexes, il convient de distinguer les flux qui modifient ceux du contrat hôte en les indexant sur un sous-jacent séparé. L'ensemble de ces flux complémentaires est alors appelé dérivé incorporé.
Ainsi, lorsque les remboursements d'un emprunt dépendent de paramètres exogènes à l'opération, il y a présence de dérivés incorporés.
Quelques exemples :
- Opérations commerciales comme des locations avec indexation sur l'évolution des prix à la consommation (les prix à la consommation étant exogènes à l'activité immobilière) : la variation des prix liée à cette indexation est un dérivé incorporé ;
- Opérations de prêt avec des taux d'intérêt ou des remboursements de capital basés sur les cours du pétrole ou sur les températures ;
- Prêts à taux fixe avec possibilité à l'initiative de l'emprunteur de demander un allongement de durée dès lors qu'un taux de référence dépasse un seuil : la clause de l'allongement est un dérivé incorporé ;
- Opérations plus classiques telles que les ORA (obligations remboursables en actions) : les flux futurs liés à ce mode de remboursement constituent un dérivé incorporé.

## Historique des pertes dues aux produits dérivés
- Décembre 1993 : quasi-faillite du groupe industriel Metallgesellschaft qui affiche une perte de 2,63 milliards de Deutsche Marks engendrée par son PDG Heinz Schimmelbusch. Les pertes sont dues à une stratégie de couverture mal calibrée en termes de trésorerie, basée sur des produits dérivés de type contrats à terme sur le pétrole. 7 500 emplois sont supprimés en 1994 et 2 milliards de dollars injectés par les actionnaires pour que l'entreprise puisse survivre[réf. nécessaire].
- 6 décembre 1994 : faillite du comté d'Orange à la suite d'une perte de 1,7 milliard de dollars engendrée par le trésorier du comté Robert Citron. Les pertes sont dues à positions sur des produits dérivés de taux d'intérêt (repo et obligation à taux variable). Ce dernier sera condamné à cinq ans de prison avec sursis pour fraude[réf. nécessaire].
- 26 février 1995 : faillite de la banque Barings à la suite d'une perte de 860 millions de livres sterling, engendrée par Nick Leeson. Les pertes sont dues à des produits dérivés de type contrat à terme sur l'indice Nikkei 225. Ce dernier sera condamné pour fraude à 6 ans de prison ferme. [réf. nécessaire]
- Septembre 1998 : faillite de Long Term Capital Management à la suite d'une perte de 4,6 milliards de dollars, engendrée par John Meriwether (en). Les pertes sont dues à des produits dérivés de type swap de taux d'intérêt. La Réserve fédérale des États-Unis favorise la création d'un consortium de banques injectant 3,6 milliards de dollars en urgence pour éviter un effet domino de faillites bancaires (risque systémique) [réf. nécessaire].
- 24 janvier 2008 : la banque Société générale porte plainte contre son trader Jérôme Kerviel à la suite d'une perte de 4,9 milliards d'euros. Les pertes sont dues à des produits dérivés de type contrat à terme sur l'indice DAX. Le procès pour « faux, usage de faux, abus de confiance, introduction frauduleuse de données dans un système informatique » est en cours. Le 17 avril 2008, peu de temps après le début de la crise financière de janvier 2008 à la Société générale Daniel Bouton le PDG de la banque quitte ses fonctions opérationnelles [réf. nécessaire].
- 14 septembre 2011 : la banque suisse UBS perd près de 2,3 milliards de dollars à la suite de positions non autorisées effectuées par l'un de ses traders londoniens, Kweku Adoboli, sur le marché des dérivés sur actions, celui-ci sera jugé et condamné le 20 novembre 2012 pour fraude à 7 ans de prison ferme.
- 10 avril 2012 : la banque JP Morgan, découvre une perte de 6 milliards de dollars, engendré par le Français Bruno-Michel Iksil, surnommé « la baleine de Londres » ou « Voldemort » ; en effet le total de ses positions sur le marché des dérivés de crédit CDS (credit default swaps) atteignait 100 milliards de dollars[5],[6].

## Facteur de risque systémique

### Produits de spéculation
Les produits dérivés sont des produits d’assurance. Ils permettent des transferts de risques vers ceux qui sont le plus à même de les porter. Prévus initialement pour cela, ils sont devenus des produits de spéculation pure en permettant de vendre des produits sans les posséder ou de les acheter sans avoir la liquidité pour les payer. Le marché des produits dérivés porte une lourde responsabilité dans l’amplification de la crise financière internationale des années 2007 et 2008. La multiplication en 2008 des prix des produits alimentaires de base par deux ou trois a été à l’origine de nombreuses émeutes de la faim dans les pays du tiers monde. De telles hausses de prix ont pu être directement imputées aux produits dérivés.

### Transactions de gré à gré

#### Préférence pour le gré à gré
90 % des transactions de produits dérivés sont négociées de gré à gré. Ce type de négociation est plus discret et moins cher que le passage par des marchés organisés. Il est notamment utilisé par les hedge funds et des sociétés créées par les banques. Les engagements pris n’affectent pas les bilans ni les chiffres officiels de solvabilité de l’investisseur.

#### Opacité
Les dérivés sont des titres financiers qui s’échangent sur le marché financier. Au fur et à mesure des transmissions, l’information sur le risque inhérent au produit se perd. Certains dérivés sont des dérivés de dérivés, c’est-à-dire composés d’un panier de dérivés. À ce stade les risques sont impénétrables. Les intervenants ne disposent pas d’une bonne information. Garry Schinasi, expert au FMI, s’en est alarmé. Les possesseurs finaux et par conséquent les risques de contrepartie ne sont également pas connus.

#### Manque de régulation
Il n’y a ni transparence sur les prix, ni surveillance, ni centralisation. Les banques elles-mêmes ont des règles de contrôle et d’enregistrement des transactions plus relâchées concernant les marchés de gré à gré. Jérôme Kerviel effectuait ses fausses couvertures sur ces marchés. La Citigroup avait évalué à 7 à 11 milliards de dollars ses pertes sur les dérivés issus des subprimes. Elles sont montées en fait à plus de 20 milliards. Les sommes engagées sont très importantes. l’encours mondial du marché était de 25 392 milliards de dollars en juin 2012 pour une exposition brute de 3 667 milliards. L’importance de ces transactions jointe à leur opacité représente un risque systémique pour le marché financier international.

### Régulation récente
Pour éviter la répétition de crises, le sommet du G20 de Pittsburgh a demandé en 2009 la mise en place pour les produits dérivés de chambres de compensation, de plateformes de négociation et d’obligations d’enregistrement avant fin 2012 au plus tard : une chambre de compensation oblige les investisseurs à verser régulièrement des dépôts de garantie afin de prouver qu’ils pourront honorer leurs promesses ; une autorité compétente doit traquer les fraudes, les manipulations et les abus de marché.
Les Etats-Unis ont adopté en ce sens le "Dodd-Frank Act" en 2010, et l'Union européenne la Réglementation "EMIR" en 2012.